# فابیو کاناوارو
فابیو کاناوارو (زاده ۱۳ سپتامبر ۱۹۷۳) بازیکن پیشین و مربی فوتبال اهل ایتالیا است. از او به‌عنوان یکی از بهترین مدافعان فوتبال در تمامی دوران یاد میشود..
او که یک مدافع میانی بود، بیشتر دوران حرفه‌ای خود را در ایتالیا گذراند. او کار خود را در ناپولی آغاز کرد و سپس هفت سال در پارما بازی کرد و با این تیم دو بار قهرمان کوپا ایتالیا، یک بار قهرمان سوپرجام ایتالیا ۱۹۹۹ و یک بار قهرمان جام یوفا ۱۹۹۹ شد. پس از دوره‌هایی در اینترمیلان و یوونتوس، او در سال ۲۰۰۶ (همراه با فابیو کاپلو، مربی) از یوونتوس به رئال مادرید منتقل شد و با این تیم دو بار پیاپی در سال‌های ۲۰۰۷ و ۲۰۰۸ قهرمان لالیگا شد. او در فصل ۲۰۱۰–۲۰۰۹ به یوونتوس بازگشت و در سال ۲۰۱۱ پس از مدتی بازی در الاهلی از فوتبال بازنشسته شد.
فابیو کاناوارو عضو تیم ملی ایتالیا بود که در سال‌های ۱۹۹۴ و ۱۹۹۶ دو بار پیاپی قهرمان مسابقات قهرمانی زیر ۲۱ سال اروپا شد. پس از اولین بازی ملی خود در سال ۱۹۹۷، او به تیم ملی کشورش کمک کرد تا به فینال جام ملت‌های اروپا ۲۰۰۰ برسد و در تیم منتخب مسابقات قرار گرفت. او پس از بازنشستگی پائولو مالدینی در سال ۲۰۰۲ کاپیتان تیم ملی شد.
کاناوارو در جام جهانی ۲۰۰۶ آلمان ایتالیا را به قهرمانی رساند و به دلیل عملکرد دفاعی‌اش که منجر به ثبت پنج کلین شیت و دریافت تنها دو گل (که هیچ کدام در جریان بازی نبود) شد، توسط هواداران ایتالیایی لقب «دیوار برلین» («Il Muro di Berlino») را دریافت کرد. او پس از انتخاب به عنوان دومین بازیکن برتر مسابقات، توپ نقره‌ای را دریافت کرد. او در سال ۲۰۰۶ به عنوان بهترین بازیکن سال جهان فیفا انتخاب شد و به این ترتیب تنها مدافع تاریخ شد که این جایزه را کسب کرده است. او همچنین در سال ۲۰۰۶ توپ طلای اروپا را نیز به دست آورد و به این ترتیب تنها مدافعی شد که در یک دهه این جایزه را برده و تنها سومین مدافع تاریخ پس از فرانتس بکن‌باوئر و ماتیاس سامر است که این عنوان را کسب کرده است.
در سال ۲۰۰۹، کاناوارو با پشت سر گذاشتن مالدینی به بازیکن با بیشترین بازی ملی تاریخ کشورش تبدیل شد. او پس از عدم صعود ایتالیا به مرحله حذفی جام جهانی ۲۰۱۰ در ۲۵ ژوئن ۲۰۱۰ از فوتبال ملی بازنشسته شد و ۱۳۶ بازی ملی و ۲ گل برای تیم ملی بزرگسالان به ثبت رساند. در مجموع، او در چهار جام جهانی، دو جام ملت‌های اروپا، المپیک تابستانی ۱۹۹۶ و جام کنفدراسیون‌های فیفا ۲۰۰۹ نماینده ایتالیا بود. او در حال حاضر پس از جانلوئیجی بوفون دومین بازیکن با بیشترین تعداد بازی ملی در تاریخ ایتالیا و همچنین مدافعی با بیشترین تعداد بازی ملی برای این کشور است.
کاناوارو پس از بازنشستگی، تیم‌های باشگاهی در خاورمیانه و چین را مربیگری کرده است. او در سال ۲۰۱۹ به طور مختصر به عنوان سرمربی تیم ملی چین منصوب شد. او در فصل ۲۰۲۳–۲۰۲۲ سرمربی تیم بنونتو در سری بی بود و در آوریل ۲۰۲۴ سرمربی تیم اودینزه در سری آ شد و با موفقیت این تیم را از منطقه سقوط دور کرد. در دسامبر ۲۰۲۴، او به عنوان سرمربی باشگاه کروات دینامو زاگرب معرفی شد.

## افتخارات
دوران بازیکنی: توپ طلای ۲۰۰۶

### پارما
- لیگ اروپا: ۱۹۹۸–۱۹۹۹
- کوپا ایتالیا: ۱۹۹۸–۱۹۹۹، ۲۰۰۱–۲۰۰۲،
- سوپرجام فوتبال ایتالیا: ۱۹۹۹

### رئال مادرید
- لالیگا: ۲۰۰۶–۲۰۰۷، ۲۰۰۷–۲۰۰۸

### ایتالیا
- جام جهانی فوتبال: ۲۰۰۶

### گوانگژو
- لیگ فوتبال چین: (۲بار)